# Victoria (2020)
Victoria is een Belgische documentaire uit 2020, die gaat over California City, een gigantische stad in Zuid-Californië die in 1958 werd gesticht, aan de rand van de Mojavewoestijn, maar die nooit werd afgebouwd. De documentaire van Liesbeth de Ceulaer, Sofie Benoot en Isabelle Tollenaere volgt de vijfentwintigjarige Lashay T. Warren, die met zijn gezin vanuit Los Angeles naar California City is verhuisd. Hij probeert er, ondanks de verbijsterende leegte van de stad, een toekomst te creëren. 

## Inhoud
Lashay T. Warren is vijfentwintig jaar oud. Hij heeft in Los Angeles gewoond onder niet al te gunstige, en vooral stressvolle, omstandigheden. Op een nacht is hij vertrokken naar California City om daar een nieuw leven op te bouwen. California City is in de jaren 50 van de twintigste eeuw "ontworpen" door ene Nat Mendelsohn, sociologie-professor en vastgoed-ontwikkelaar. Hij kocht 320 vierkante kilometer land aan de rand van de Mojavewoestijn en wilde daar een grote stad bouwen. Daar is weinig van terecht gekomen. Er is een stratenplan. Er wonen een paar duizend mensen, maar verder is het grotendeels leeg, een spookstad. Dat ontdekt Lashay T. Warren ook als hij zijn nieuwe woonplaats bij daglicht ziet. Toch doet hij een poging om er voor hem en z'n gezin wat van te maken. We zien Lashay in een aantal verschillende situaties in California City, dat hij "Victoria" heeft gedoopt. Hij gaat er naar school en behaalt een diploma. Hij werkt er voor een soort "plantsoenendienst," die de woestijn aanharkt. Hij zwerft er veel rond, al dan niet samen met vrienden en vriendinnen. Er gebeurt niet veel in de film, maar de kijker wordt onwillekeurig meegetrokken in het "desolate" bestaan van Lashay en enkele van zijn stadsgenoten. Wat bezielt ze? Waarom zijn ze uit Los Angeles weggetrokken? We zien ze niet thuis, maar vooral lopend door die volkomen lege woestijnstad. "Louter raadsels, mysterie, en dat is precies wat het project zelf ook is."

## Prijzen
- Op het internationale filmfestival Docville 2020 kreeg Victoria de onderscheiding voor de beste Belgische documentaire.[2]
- Op de Berlinale, het internale filmfestival van Berlijn 2020 kreeg de film de "Caligari filmprijs".[3]